# Milan Vidmar
Milan Vidmar (ur. 22 czerwca 1885 w Lublanie, zm. 9 października 1962 tamże) – słoweński naukowiec, specjalista od przesyłu prądu elektrycznego, szachowy arcymistrz.

## Życiorys
W 1907 roku ukończył studia na wydziale mechanicznym Uniwersytetu Wiedeńskiego. Kontynuował studia w Wiedniu, gdzie w 1911 roku otrzymał tytuł doktora inżyniera. Specjalizował się w badaniach nad przesyłaniem prądu elektrycznego oraz elektrycznymi transformatorami. Był członkiem Słoweńskiej Akademii Nauk i Sztuk i profesorem Uniwersytetu w Lublanie, a w latach 1928 i 1929 dziesiątym kanclerzem tej uczelni. W 1948 roku założył Instytut Elektrotechniczny, który otrzymał jego imię.
Vidmar był bardzo silnym szachistą, uczestnikiem prestiżowych turniejów w pierwszych dekadach XX wieku, jednym z nielicznych szachistów amatorów w światowej elicie. W 1908 roku zajął trzecie miejsce na turnieju w Pradze, za Oldřichem Durasem i Carlem Schlechterem, a przed Akibą Rubinsteinem. W bardzo silnie obsadzonym turnieju w San Sebastian w 1911 roku podzielił drugą lokatę z Rubinsteinem, za przyszłym mistrzem świata Jose Raulem Capablanką. Wśród pokonanych byli m.in. Frank Marshall i Siegbert Tarrasch. Turniej w Londynie w 1922 roku zakończył na trzecim miejscu, za Capablanką i Aleksandrem Alechinem. Wspólnie z Alechinem zwyciężył w Hastings w 1926 roku. Dwukrotnie reprezentował Jugosławię na olimpiadach w 1931 i 1935 roku. Był również arbitrem klasy międzynarodowej, w roku 1948 sędziował turniej o mistrzostwo świata, który rozegrany został w Hadze i Moskwie.
Vidmar jest również znany jako autor książek o tematyce szachowej, między innymi: Pol stoletja ob šahovnici (Pół wieku przy szachownicy), Šah (Szachy), Razgovori o šahu z začetnikom (Rozmowy o szachach z początkującym) oraz oryginalnie wydana w języku niemieckim Goldene Schachzeiten (Złote lata szachów).
Według systemu Chessmetrics, najwyższy ranking osiągnął w kwietniu 1919 roku, z wynikiem 2731 zajmował wówczas 5. miejsce na świecie (za Jose Raulem Capablanką, Emanuelem Laskerem, Aleksandrem Alechinem i Frankiem Marshallem).
Od roku 1969 organizowany jest w Słowenii międzynarodowy turniej szachowy poświęcony pamięci Milana Vidmara.